# Phường 2, Mỹ Tho
Phường 2 là một phường cũ thuộc thành phố Mỹ Tho, tỉnh Tiền Giang cũ, Việt Nam.

## Địa lý
Phường 2 nằm ở trung tâm thành phố Mỹ Tho, có vị trí địa lý:
- Phía đông giáp Phường 9
- Phía tây giáp Phường 1
- Phía nam giáp phường Tân Long
- Phía bắc giáp xã Mỹ Phong.

Phường 2 có diện tích 1,95 km², dân số năm 2022 là 34.510 người, mật độ dân số đạt 17.697 người/km².

## Hành chính
Phường 2 được chia thành 20 khu phố: 1, 2, 3, 4, 5, 6, 7, 8, 9, 10, 11, 12, 13, 14, 15, 16, 17, 18, 19, 20.

## Lịch sử
Sau năm 1975, Phường 2 thuộc thành phố Mỹ Tho.
Tính đến ngày 31 tháng 12 năm 2022, Phường 2 có diện tích 0,71 km², quy mô dân số là 12.879 người và 5 khu phố: 1, 2, 3, 4, 5. Phường 3 có diện tích 0,54 km², quy mô dân số là 10.530 người và 7 khu phố: 1, 2, 3, 4, 5, 6, 7. Phường 8 có diện tích 0,7 km², quy mô dân số là 11.101 người và 8 khu phố: 1, 2, 3, 4, 5, 6, 7, 8.
Ngày 28 tháng 9 năm 2024, Ủy ban Thường vụ Quốc hội ban hành Nghị quyết số 1202/NQ-UBTVQH15 về việc sắp xếp đơn vị hành chính cấp xã của tỉnh Tiền Giang giai đoạn 2023 – 2025 (nghị quyết có hiệu lực từ ngày 1 tháng 11 năm 2024). Theo đó, sáp nhập toàn bộ 0,54 km² diện tích tự nhiên, quy mô dân số 10.530 người của Phường 3 và toàn bộ 0,7 km² diện tích tự nhiên, quy mô dân số 11.101 người của Phường 8 vào Phường 2.
Phường 2 có 1,95 km² diện tích tự nhiên và quy mô dân số 34.510 người.
Ngày 31 tháng 10 năm 2024, HĐND tỉnh Tiền Giang ban hành Nghị quyết số 25/NQ-HĐND về việc:
Phường 3
- Đổi tên khu phố 1 thành khu phố 8.
- Đổi tên khu phố 2 thành khu phố 9.
- Đổi tên khu phố 3 thành khu phố 10.
- Đổi tên khu phố 4 thành khu phố 11.
- Đổi tên khu phố 5 thành khu phố 12.

Phường 3 có 7 khu phố: 6, 7, 8, 9, 10, 11, 12.
Phường 8
- Đổi tên khu phố 1 thành khu phố 13.
- Đổi tên khu phố 2 thành khu phố 14.
- Đổi tên khu phố 3 thành khu phố 15.
- Đổi tên khu phố 4 thành khu phố 16.
- Đổi tên khu phố 5 thành khu phố 17.
- Đổi tên khu phố 6 thành khu phố 18.
- Đổi tên khu phố 7 thành khu phố 19.
- Đổi tên khu phố 8 thành khu phố 20.

Phường 8 có 8 khu phố: 13, 14, 15, 16, 17, 18, 19, 20.
Ngày 16 tháng 6 năm 2025, Ủy ban Thường vụ Quốc hội ban hành Nghị quyết số 1663/NQ-UBTVQH15 về việc sắp xếp các đơn vị hành chính cấp xã của tỉnh Đồng Tháp năm 2025 (nghị quyết có hiệu lực từ ngày 1 tháng 7 năm 2025). Theo đó, hợp nhất các phường: Phường 1, Phường 2 và phường Tân Long được sáp nhập để tạo thành phường Mỹ Tho.

## Xã hội
Giáo dục
- Trung tâm Giáo dục thường xuyên thành phố Mỹ Tho
- Trường Cao đẳng Tiền Giang
- Trường Tiểu học Hồ Văn Nhánh
- Trường Tiểu học Hoàng Hoa Thám
- Trường Tiểu học Đinh Bộ Lĩnh
- Trường THCS Học Lạc
- Trường THCS Trịnh Hoài Đức.

Chợ
- Chợ Cũ – chợ đã tồn tại từ thế kỷ 17, sớm hơn chợ Mỹ Tho ở Phường 1
- Chợ Nhị Tỳ
- Chợ thủy sản Mỹ Tho – Cảng cá Mỹ Tho.

## Văn hóa
- Khu di tích Nhà Bạch Công tử
- Đình Điều Hòa
- Lăng Ông Nam Hải
- Chùa Bửu Lâm
- Chùa Bửu Hưng
- Chùa Bửu Sơn
- Chùa Kim Liên
- Chùa Phước Linh
- Nhà thờ Thánh Giuse Lao Công
- Nhà thờ Thánh An Tôn
- Hội thánh Tin Lành Việt Nam – Chi hội Mỹ Phúc
- Thánh đường Hồi giáo Ấn Độ
- Tịnh xá Ngọc Mỹ
- Tịnh xá Mỹ Đức
- Rạp chiếu phim Cinestar
- Công viên bờ kè sông Bảo Định chân cầu Nguyễn Trãi
- Công viên bờ kè đường Trường Sa.

## Giao thông
Các tuyến đường chính của Phường 2:
- Nguyễn Văn Giác
- Hoàng Hoa Thám
- Xóm Dầu
- Học Lạc
- Đinh Bộ Lĩnh
- Đốc Binh Kiều
- Nguyễn An Ninh
- Nguyễn Huỳnh Đức
- Trịnh Hoài Đức
- Đường tỉnh 879
- Nguyễn Văn Nguyễn
- Phan Thanh Giản
- Thái Sanh Hạnh
- Trường Sa.

## Hình ảnh

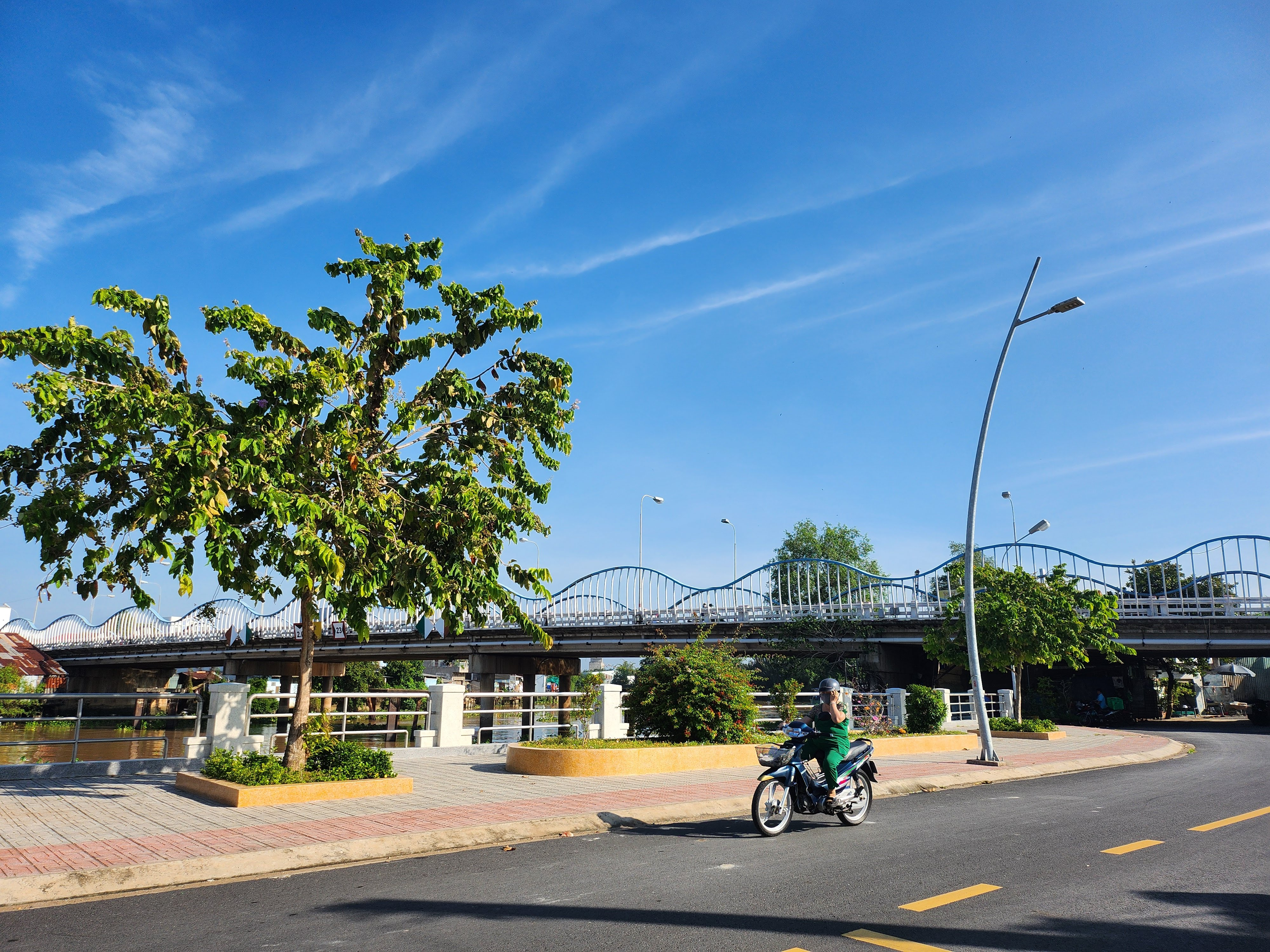
Công viên bờ kè sông Bảo Định chân cầu Nguyễn Trãi
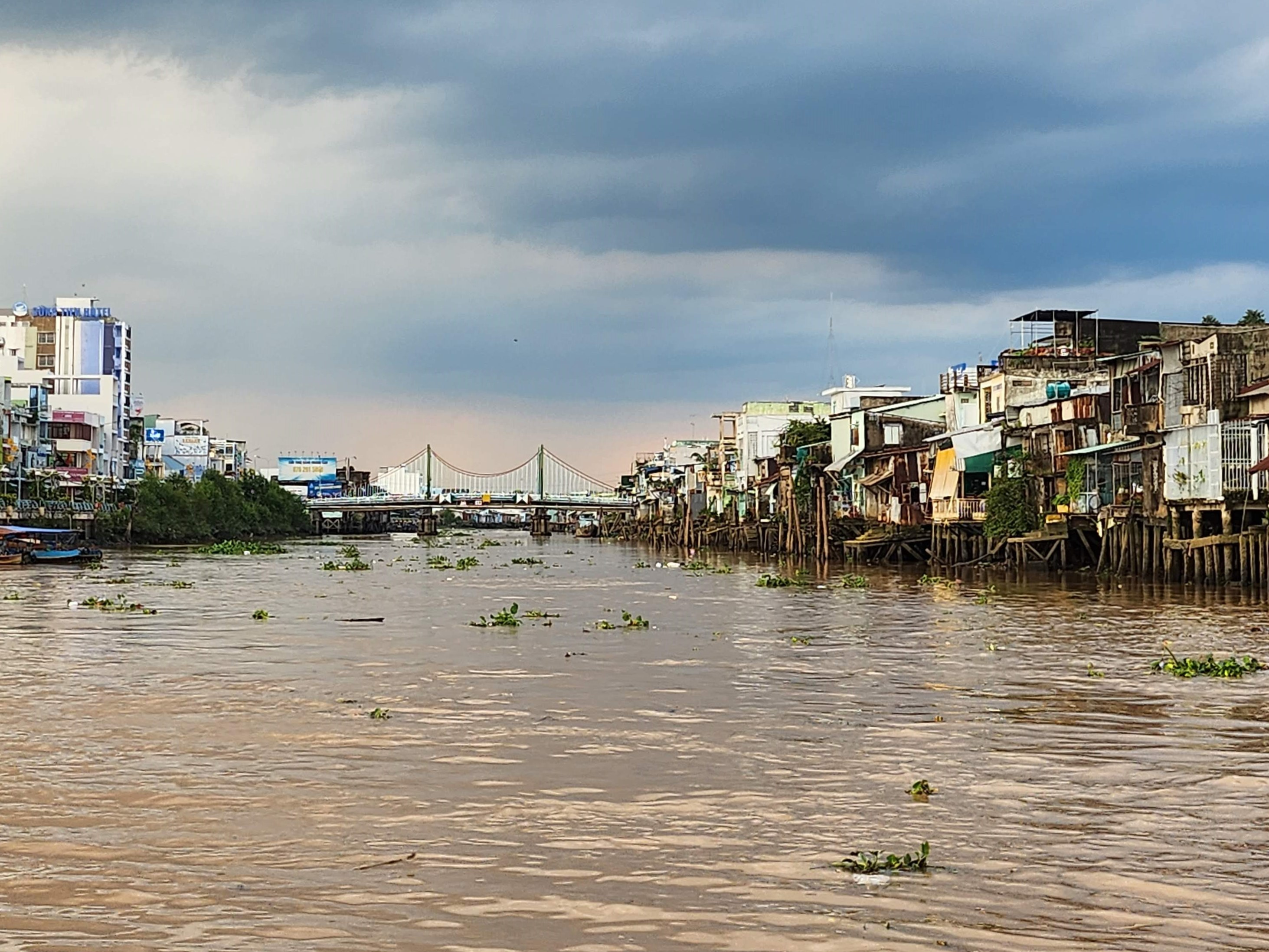
Sông Bảo Định và dãy nhà ven sông Phường 2 (phải)
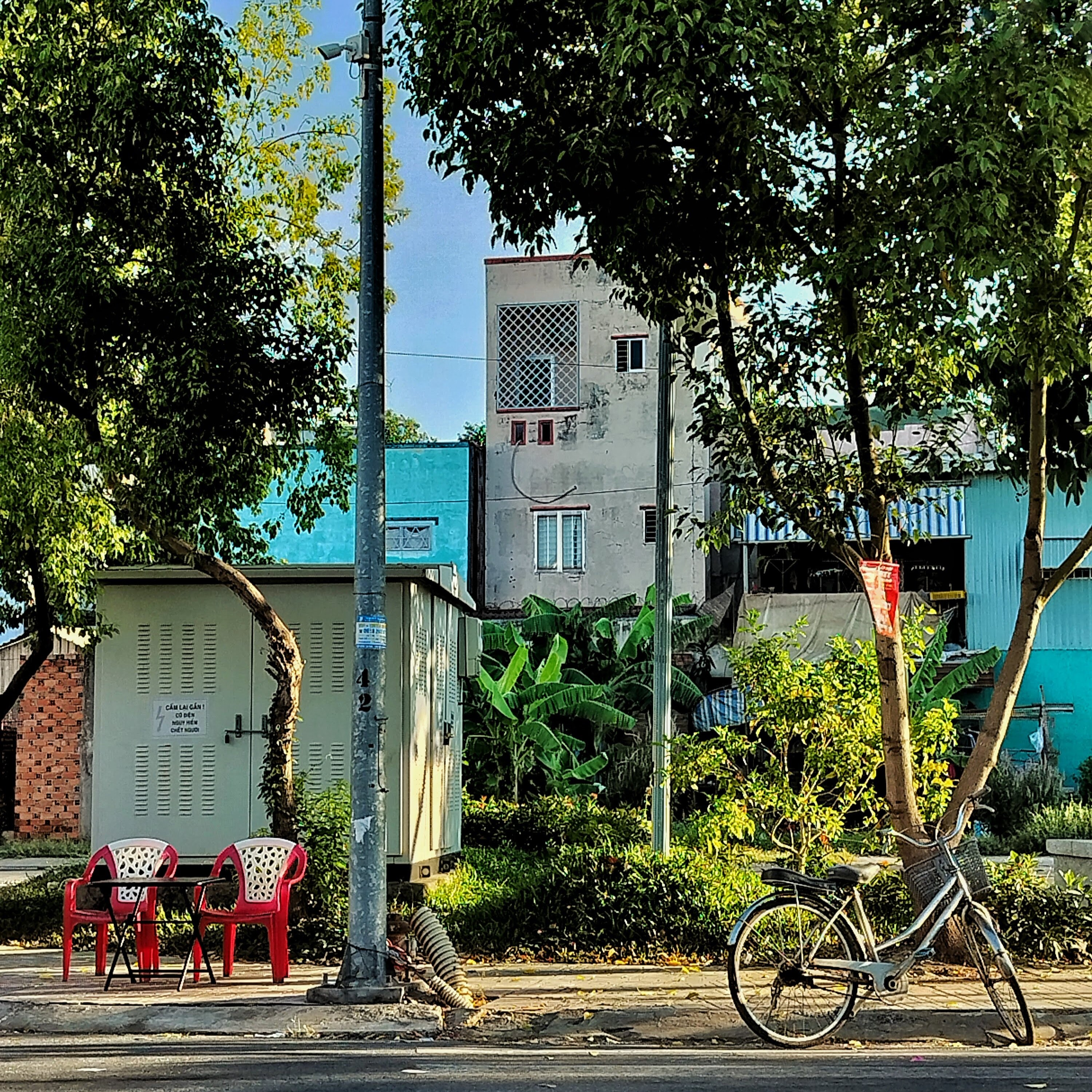
Công viên nhỏ ở khu tái định cư Phường 2
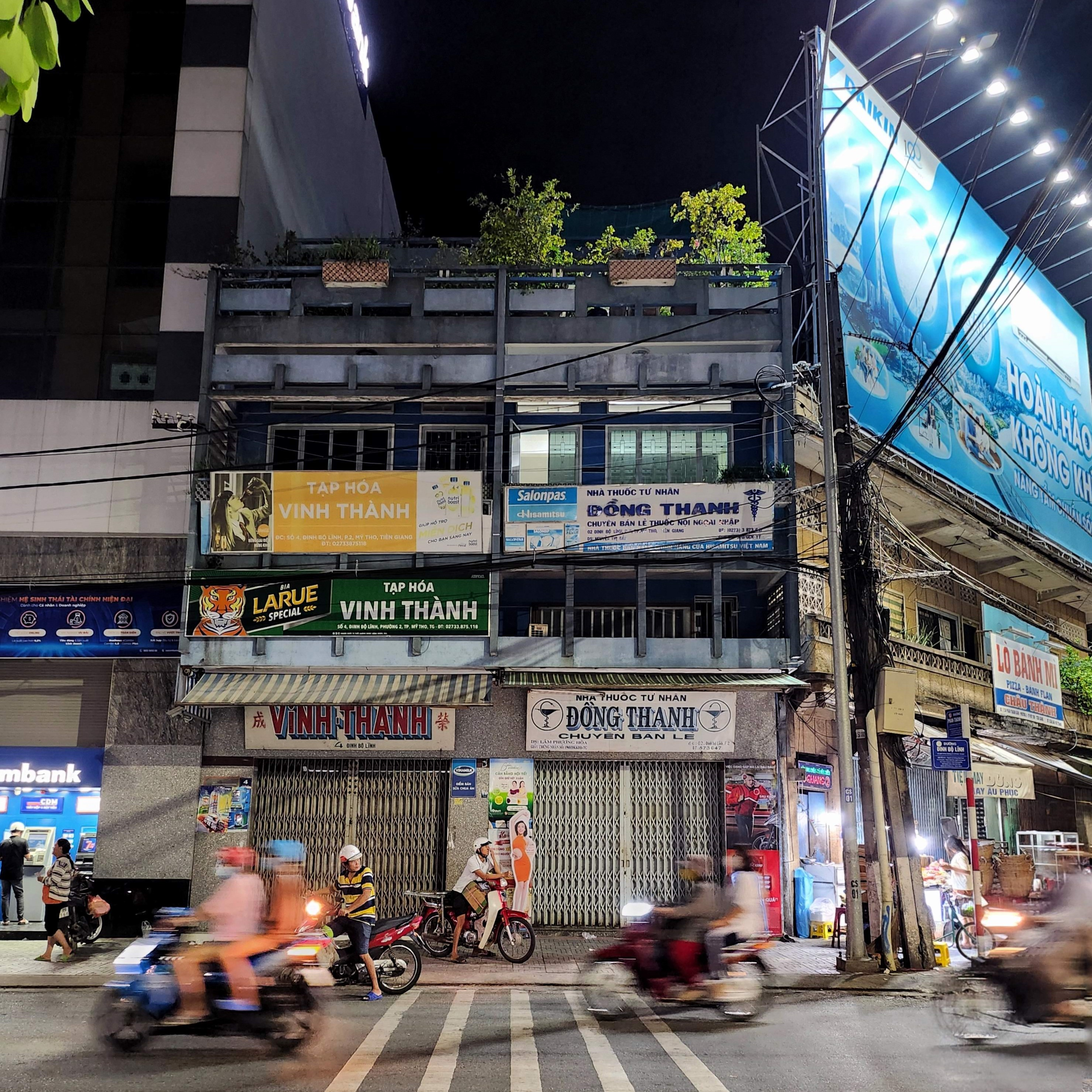
Đường Đinh Bộ Lĩnh
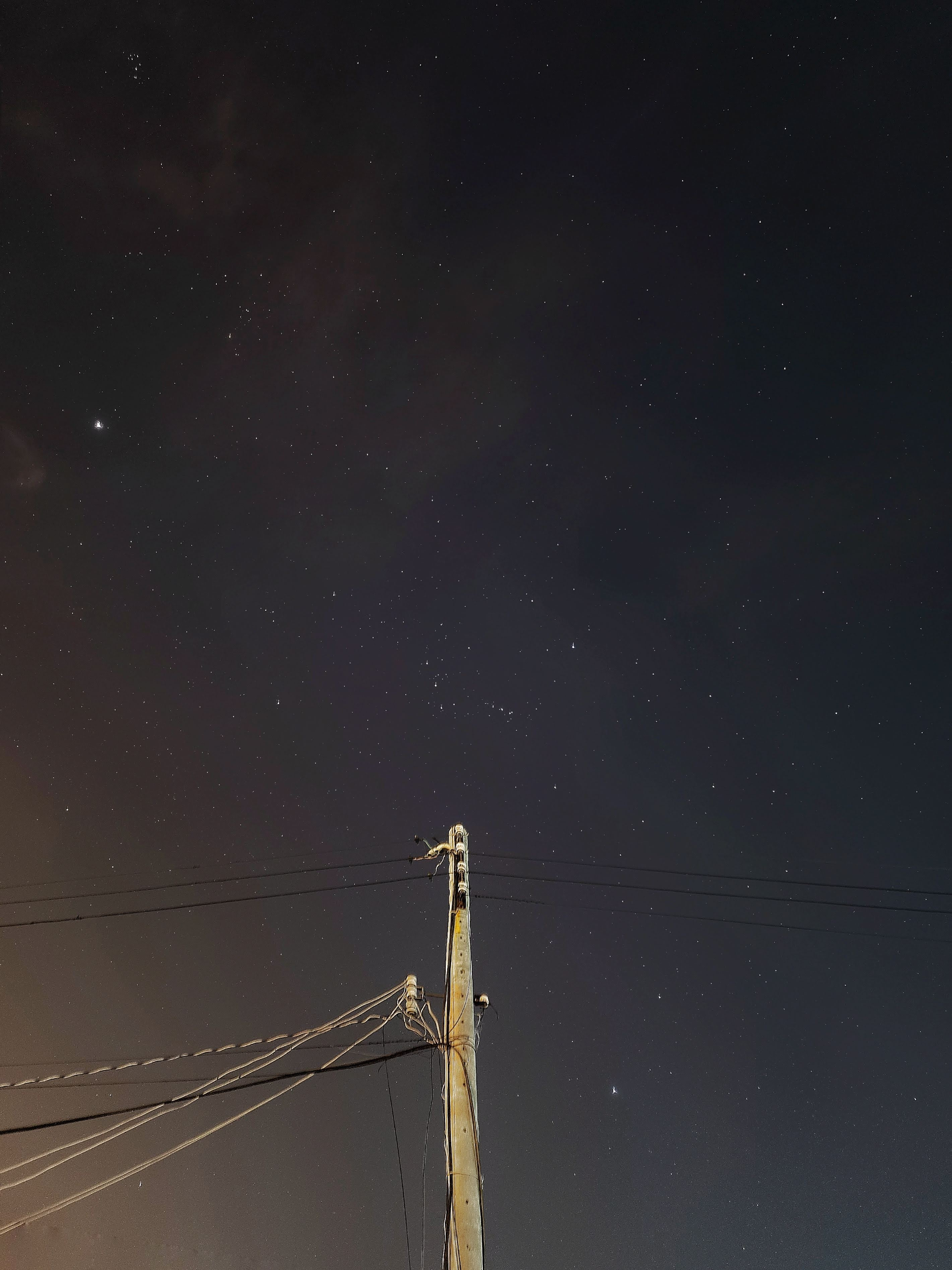
Bầu trời đêm đầy sao ở Công viên bờ kè sông Bảo Định
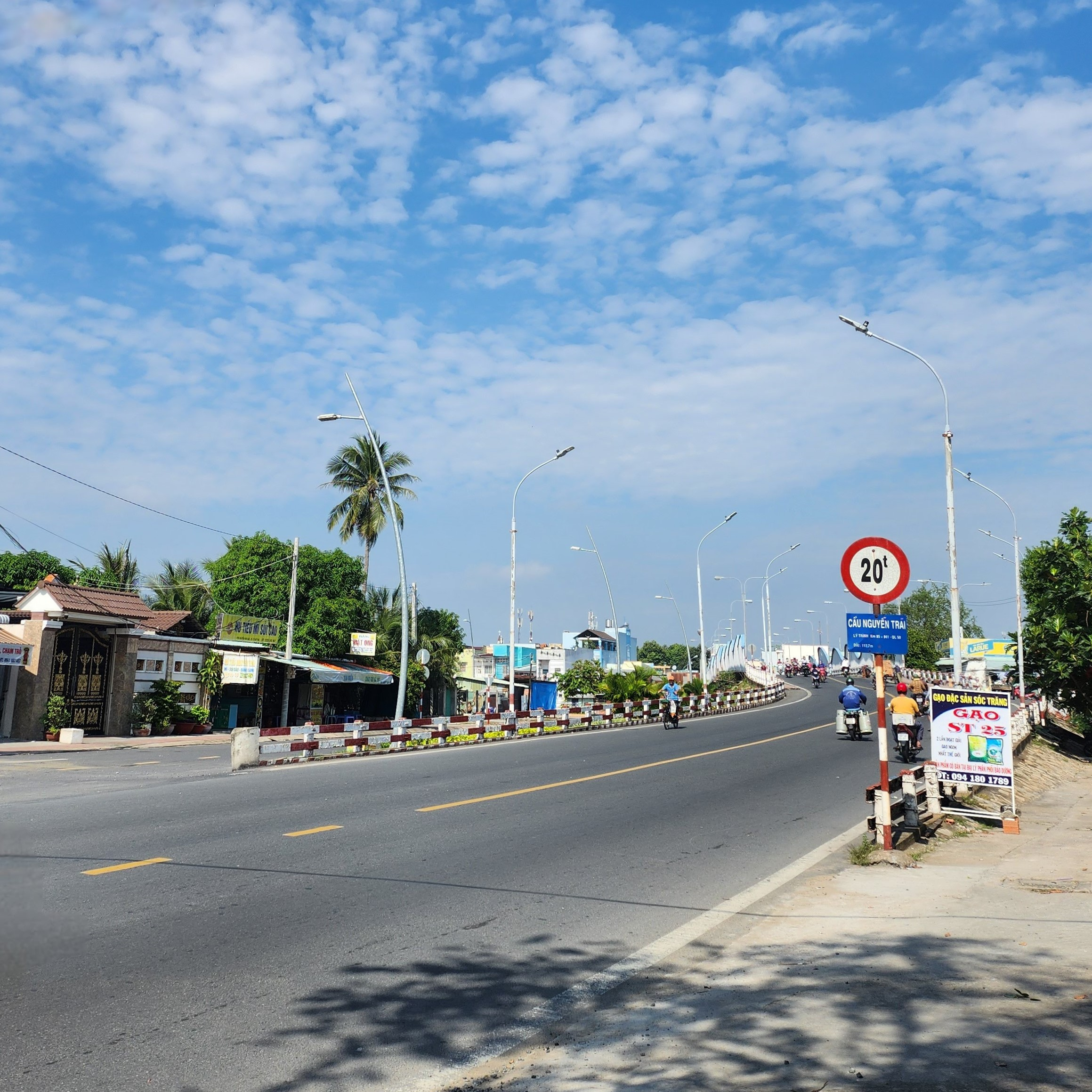
Chân cầu Nguyễn Trãi nhìn từ Phường 2
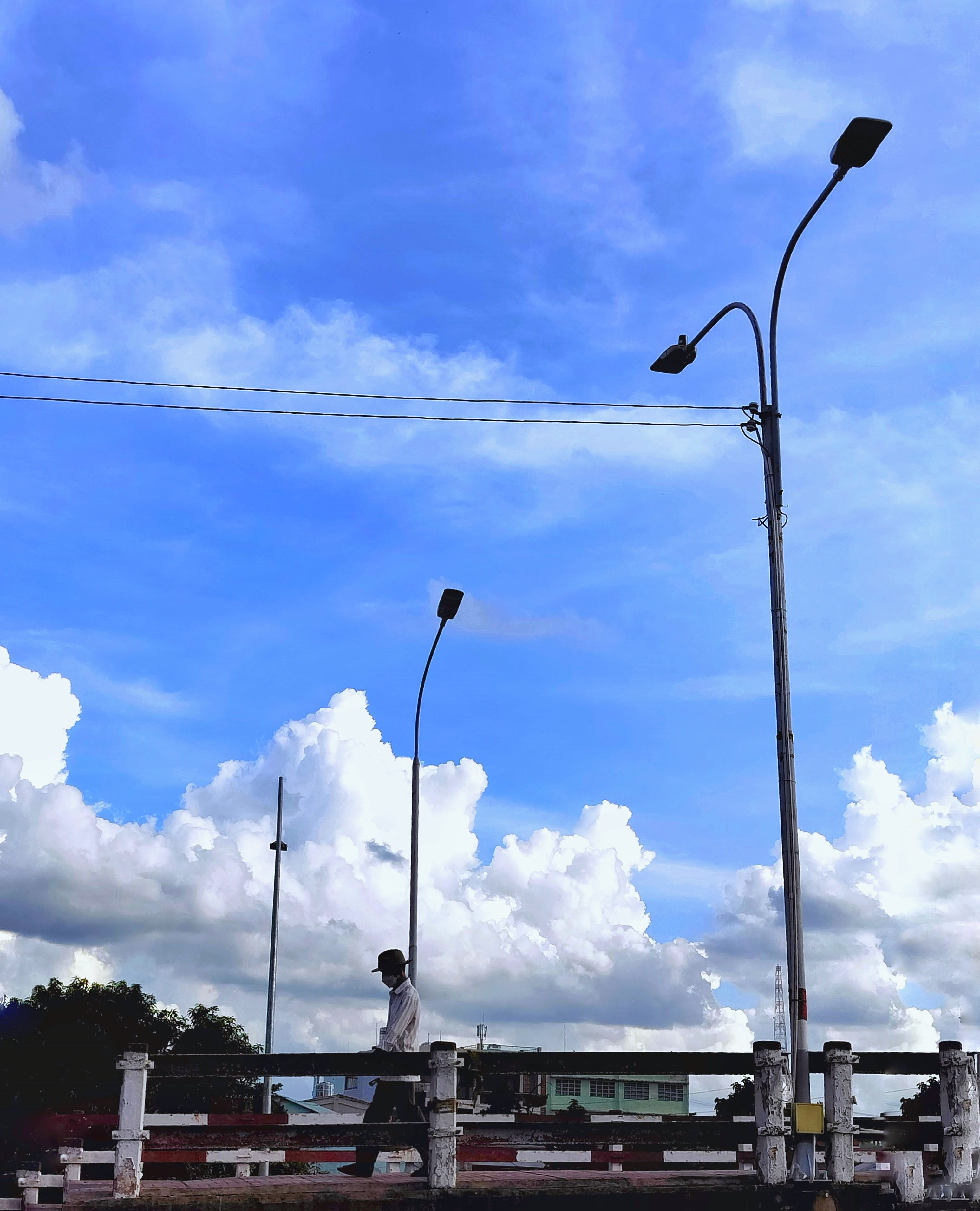
Người đàn ông đi bộ trên cầu Nguyễn Trãi, phía ở Phường 2
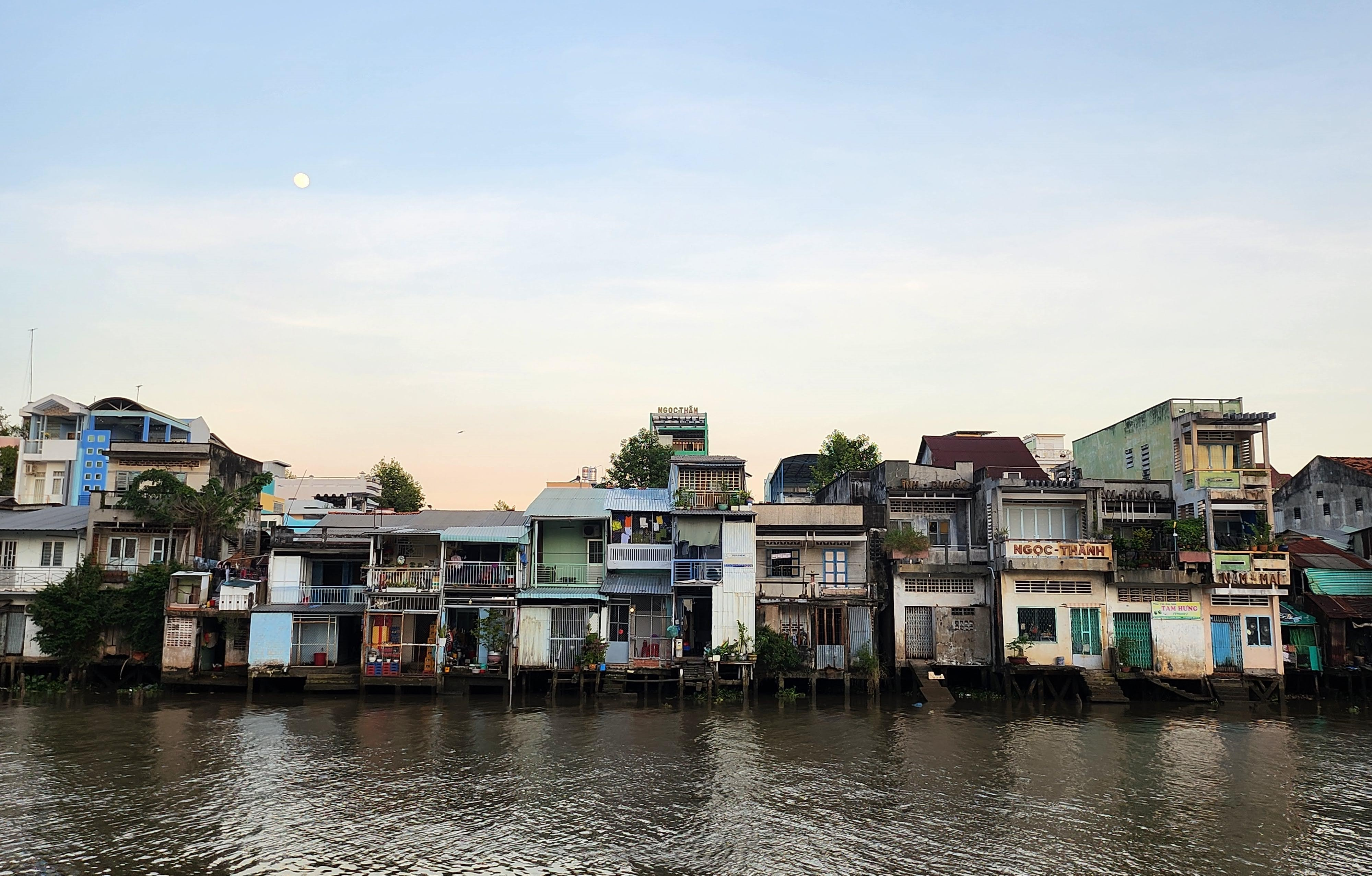
Khu nhà ở kết hợp chợ buôn bán trái cây ở bờ sông Bảo Định